# Auto Union
Auto Union je bio njemački proizvođač automobila osnovan 1932. u Zwickau, pod čijim su imenom združene četiri njemačke automobilske kompanije: Audi, DKW, Horch i Wanderer. Tvrtka se razvila u današnji Audi, pod vlasništvom Volkswagen AG grupe. Tvrtka je bila poznata po trkaćim automobilima, posebice u predratnom periodu. 
Logotip Auto Uniona su predstavljala četiri zalančana prstena, simbolizirajući četiri tvrtke članice Auto-Uniona.
Posljednji automobil pod imenom tvrtke je u tijeku svoje produkcije (1965. – 1972.) preimenovan u Audi F103.  Auto Union se 1969. spaja s NSU Motorenwerke AG, te postaje Audi NSU Auto-Union AG. Naziv je skraćen u Audi AG 1985., završavajući epohu Auto-Uniona.